# Фонтан дракона
«Фонтан Дракона» — фонтан XVI века, достопримечательность столицы Каринтии (Австрия) города Клагенфурт, расположен на Новой площади (Neuer Platz). Основой композиции выступает монументальная скульптура мифического дракона со сложенными крыльями. Из открытой пасти струится вода. Напротив дракона, лицом к нему стоит богатырь с палицей за спиной, символизируя легенду об основании Клагенфурта.
Предание о Клагенфуртском драконе известно во множестве вариаций. Й. Рапольд в «Легендах Каринтии» (1887) излагает его так:
«В давнюю пору на землях, простиравшихся от озера Вёртер-Зе до Дравы, было непроходимое болото, поросшее лесом, густым кустарником и диким мхом. Там царил туман и непроглядная тьма, мало кто отваживался войти в чащу. Если корова забредала в заросли, то её уже никогда не видели; если пастух отправлялся её искать — то пропадал и пастух. Ни один человек не знал, кто скрывается в трясине, лишь иногда издалека был слышен жуткий вой и рычание.
Герцог Каринтии Караст не раз посылал храброе своё войско узнать, где прячется чудовище, и сразить его. Тщетно, страх поразил сердца даже самых смелых воинов. Герцог провозгласил, что человек, который победит монстра, будь то силой, будь то хитростью, получит в своё владение всю землю от Вёртер-Зе до Дравы; а если он крепостной, то будет ему немедленно дарована свобода. Нашлись богатыри, которых привлекла щедрая награда. Однако никто не решался сразиться с чудищем в открытую, его можно было победить, только хитростью выманив из логова.
На краю болота была построена укреплённая башня, из которой можно было наблюдать за врагом. Чучело быка было сделано из коровьего жира и шкуры, внутрь его были зашиты изогнутые железные колючки. Вскоре дикий рёв огласил окрестности. Поверхность болота покрылась пузырями, брызги грязи поднялись до самого неба. Отвратительный крылатый червяк, покрытый чешуёй, стрелой вылетел из трясины. Когтями чудище схватило быка, и тот уже скрылся в мерзкой его пасти. Но железные колючки впились в мягкое нёбо дракона. В это время храбрецы выбежали из башни и убили змея. Тело его ещё продолжало извиваться и корчиться, но всё уже было кончено, страна избавилась от бедствий. На том месте, где стояла башня, был построен замок, который через века стал городом, гостеприимным Клагенфуртом».
Изображение дракона стало символом города. С 1287 года его изображение появилось на печати Клагенфурта. Дракона на фоне башни мы увидим и на гербе столицы Каринтии.
Скульптуру дракона изваял неизвестный мастер в 1583 году. Она вырезана из единого куска хлорита, добываемого в окрестных горах, весом в 124 центнера. В 1624 году из скульптуры был сделан фонтан, в 1634 он был обнесён кованой решёткой в стиле ренессанс, а в 1636 году добавилась статуя Геркулеса, олицетворяющая богатырей, победивших дракона.
Интересно, что прообразом головы дракона послужил череп доисторического шерстистого носорога, найденный в окрестностях Клагенфурта в середине XIV века и хранящийся сейчас в музее земли Каринтия.